# Frédéric de Grancey
Pour les articles homonymes, voir Grancey.
Frédéric ou Ferry de Grancey, mort le 2 août 1436 à Saulieu, est un prélat français du XVe siècle. Il est un neveu de  Milon de Grancey, évêque d'Autun.

## Biographie
Frédéric de Grancey est licencié en droit canon. Il est prieur de Saint-Sernin-du-Bois et archidiacre d'Autun, lorsqu'il est élu évêque d'Autun en 1414, en succession de son oncle.
De son temps, les sœurs de Sainte-Claire s'établissent à Moulins. C'est de Grancey qui unit au chapitre d'Avalon les églises de Saint-Pierre et de Saint-Julien de cette ville. Il approuve en 1428 les statuts de la « confrérie du saint sacrement ». Frédéric a des démêlés avec son chapitre, pour obliger les chanoines à résider dans les cures dont ils sont pourvus. Il fonde dans l'église de Saulieu une chapelle.

## Source
- Le clergé de France, ou tableau historique et chronologique des archevêques, évêques, abbés, abbesses et chefs des chapitres principaux du royaume, depuis la fondation des églises jusqu'à nos jours, par M. l'abbé Hugues Du Tems, tome IV, 1775[Numéro(s) de page(s) ?].